# Yirrkala
 (octobre 2016).
Si vous disposez d'ouvrages ou d'articles de référence ou si vous connaissez des sites web de qualité traitant du thème abordé ici, merci de compléter l'article en donnant les références utiles à sa vérifiabilité et en les liant à la section « Notes et références ».
Yirrkala est une communauté aborigène de la Terre d'Arnhem (péninsule de Gove), dans le Territoire du Nord, en Australie.

## Démographie
En 2016, 83,1 % de la population de Yirrkala est aborigène.
60,2 % de la population déclare ne parler que l'anglais à la maison, alors que 33,0 % de la population déclare parler le dhuwaya, 4,0 % le djambarrpuyngu, 1,4 % le gumatj, 1,4 % l'anindilyakwa et 1,0 % le rirratjingu.